# Cantabria TV
Cantabria TV és la primera cadena de televisió privada de caràcter regional que va néixer a Cantàbria. La cadena pertany a la societat Setecisa (Serveis Televisius Càntabres d'Informació, S.A.). Les seves emissions regulars van començar a finals de 1995. Des de sempre, en la seva programació han predominat els serveis informatius, orientats cap a la població de la regió. El seu àmbit d'influència inclou pràcticament la totalitat de la comunitat autònoma: el seu senyal arriba al 90% de les llars càntabres.
El 2 de maig de 2008, coincidint amb la celebració del 2n centenari de l'Aixecament del 2 de maig, la cadena va experimentar el començament d'una nova etapa empresarial: va deixar de cridar-se Tele Cabarga, nom que havia tingut des dels seus inicis, per passar a ser Cantàbria TV. A més del canvi de nom, també es va modificar la imatge corporativa i els continguts, augmentant els programes de caràcter generalista però mantenint la programació pròpia.

## Història

### Inicis: 1995-2001
Cantàbria TV va néixer amb el nom de Tele Cabarga a finals de 1995. El nom inicial de la cadena (Tele Cabarga) resultava molt familiar per als càntabres, ja que "Cabarga" és un nom molt arrelat a aquesta regió. Durant l'any 1996, la cadena va dur a terme una àmplia campanya publicitària amb l'objectiu de donar-se a conèixer la població de Cantàbria. Amb aquest objectiu, es va realitzar un important desemborsament econòmic que es va materialitzar en la col·locació de diferents cartells publicitaris en les parades de bus de Santander. A més, entre altres esdeveniments, la cadena va retransmetre, en directe, un important partit del Racing i va ocupar aquell any un estand a la Fira de Mostres de Torrelavega.
Durant aquests sis primers anys d'existència, Cantàbria TV es va consolidar com la televisió de referència de Cantàbria. Els seus continguts van anar adquirint un caràcter cada vegada més regional i es va augmentar el nombre d'hores d'emissió així com la cobertura del senyal a zones de la regió d'accés més difícil.
El logotip durant aquests anys estava format per una T blava i una C roja juntes (les inicials de Tele Cabarga).

### La competència: 2001-2008
L'arribada del nou mil·lenni va implicar a Cantàbria la creació d'altres televisions de caràcter regional. Això va suposar un increment de la competència televisiva, que portaria a Cantàbria TV a realitzar un canvi d'imatge, continguts i, en definitiva, un procés de modernització adaptat als nous temps.
Fruit d'aquest canvi va ser el reforçament de la imatge i els continguts de la cadena. El canvi més representatiu va ser el del logotip: la T del logo anterior va adoptar la forma de la silueta del conegut «pirulí» de Pña Cabarga (Monument a l'Indià) i la C representava el perfil d'una gran antena parabòlica que descansava sobre la T. Els colors d'ambdues lletres van romandre invariables. De teló de fons, hi havia un rectangle verd amb un cert angle d'inclinació. El color verd feia referència a la verdor característica de les muntanyes i prats de Cantàbria.
Al costat del canvi d'imatge va venir el canvi de programació. La producció pròpia va augmentar i es va crear, per primera vegada a la cadena, un magacín nocturn a què es deia «A La Noche», presentat pel comunicador Jesús Mazón. L'espai va comptar amb una bona acceptació per part de l'audiència. A més, durant els primers dos anys aproximadament (2001-2003), Cantàbria TV va firmar un contracte amb UNE, la xarxa de televisions de proximitat propietat de Telecinco, per poder emetre els programes d'aquesta. D'aquesta manera es va millorar notablement, respecte a l'etapa anterior, la qualitat dels continguts generalistes de la cadena.